# Parmatergus coccinelloides
Parmatergus coccinelloides är en spindelart som beskrevs av Emerit 1994. Parmatergus coccinelloides ingår i släktet Parmatergus och familjen hjulspindlar.
Artens utbredningsområde är Madagaskar. Utöver nominatformen finns också underarten P. c. ambrae.